# Frederic I de Suècia
Federic I de Suècia, també conegut amb el nom de Federic I de Hessen-Kassel (Kassel, 17 d'abril de 1676 - Estocolm, 25 de març de 1751) va ser un noble alemany, rei de Suècia entre 1720 i 1751 i landgravi de Hessen-Kassel a partir de 1730. Era fill de Carles I de Hessen-Kassel i d'Amàlia Kettler de Curlàndia.
Va contraure matrimoni el 31 de maig de 1700 amb Lluïsa Dorotea Sofia de Prússia, i després d'enviudar es va casar amb la princesa Ulrica Leonor de Suècia.
El matrimoni amb la princesa Ulrica Leonor i la manca d'hereus directes dins la família real el van portar a la cort sueca i posteriorment al tron. Les seves qualitats militars el van convertir en un mandatari al servei de Suècia.